# Euginius Cañete

Bischofswappen von Euginius Cañete

Euginius Longakit Cañete MJ (* 8. Juli 1966 in Liloan, Provinz Cebu) ist ein philippinischer römisch-katholischer Geistlicher und Bischof von Gumaca.

## Leben
Euginius Cañete absolvierte zunächst ein Psychologiestudium am Maryshore Major Seminary and La Salle College in Bacolod City. Später trat er der Ordensgemeinschaft der Kongregation vom Unbefleckten Herzen Mariens bei und legte 1987 die erste Profess ab. Anschließend studierte er Philosophie und Katholische Theologie an der Maryhill School of Theology in Quezon City. Am 18. Dezember 1995 empfing er das Sakrament der Priesterweihe.
Nach der Priesterweihe war Cañete zunächst von 1996 bis 1999 als Pfarrer der Pfarrei St. Mary Immaculate in Sambia tätig. 1999 nahm er am Generalkapitel der Kongregation vom Unbefleckten Herzen Mariens teil und im Jahr 2000 wirkte er als Seelsorger in der Pfarrei St. Maximilian Kolbe in Sambia. Anschließend wurde er für weiterführende Studien nach Rom entsandt, wo er 2003 an der Päpstlichen Universität Gregoriana ein Lizenziat im Fach Kanonisches Recht erwarb. Am 12. Juni 2002 verließ er die Kongregation vom Unbefleckten Herzen Mariens und trat der Klerikervereinigung Missionaries of Jesus bei, deren Mitbegründer er war. Nach der Rückkehr in seine Heimat lehrte Cañete von 2004 bis 2005 am  Institute of Formation and Religious Studies in Quezon City, bevor er für die Postulanten und die Aspiranten sowie die in Quezon City studierenden Mitglieder der Missionaries of Jesus verantwortlich war. Von 2006 bis 2007 war er am Noviziat der Klerikervereinigung in Antipolo und am Kirchengericht des Bistums Novaliches sowie als Gastprofessor am St. Alphonsus Theological Mission Seminary in Davao City tätig. Zudem wirkte er von 2006 bis 2009 am Kirchengericht des Bistums Antipolo und von 2007 bis 2009 als Generalsekretär ad interim der Missionaries of Jesus. Von 2009 bis 2021 fungierte Cañete als Generalsekretär der Missionaries of Jesus. Daneben war er von 2010 bis 2020 Rektor des Scholastikats der Missionaries of Jesus in Antipolo und von 2015 bis 2021 auch Generalvikar der Klerikervereinigung. Außerdem gehörte er von 2009 bis 2015 dem Generalrat und von 2015 bis 2021 dem Finanzrat der Klerikervereinigung an. Darüber hinaus lehrte er am Inter-Congregational Theological Centre in Quezon City (2005–2021), an der Recollects School of Theology (2011–2020), am Institute of Consecrated Life in Asia (2012) und an der Maryhill School of Theology in Quezon City (2013). Ab 2021 war Cañete Generalkoordinator der Missionaries of Jesus. Ferner gehörte er der Catholic Theological Society of the Philippines und der Canon Law Society of the Americas an.
Am 30. September 2024 ernannte ihn Papst Franziskus zum Bischof von Gumaca. Der Bischof von Kalookan, Pablo Virgilio Siongco Kardinal David, spendete ihm am 28. Dezember desselben Jahres im Heiligtum Our Lady of Peace and Good Voyage in Antipolo die Bischofsweihe; Mitkonsekratoren waren der Bischof von Antipolo, Ruperto Cruz Santos, und der Erzbischof von Cebu, Jose Serofia Palma. Sein Wahlspruch Go and make disciples („Geht und macht alle Völker zu meinen Jüngern“) stammt aus Mt 28,19 . Die Amtseinführung erfolgte am 4. Januar 2025.